# Шипайло Роман Титович
Роман Титович Шипа́йло (1882, смт. Меденичі, нині Дрогобицький район, Львівська область — 1944, Львів або Серафинці) — український учитель, громадський діяч, учасник національно-визвольних змагань, референт артилерії Державного секретаріату військових справ ЗУНР.

## Життєпис

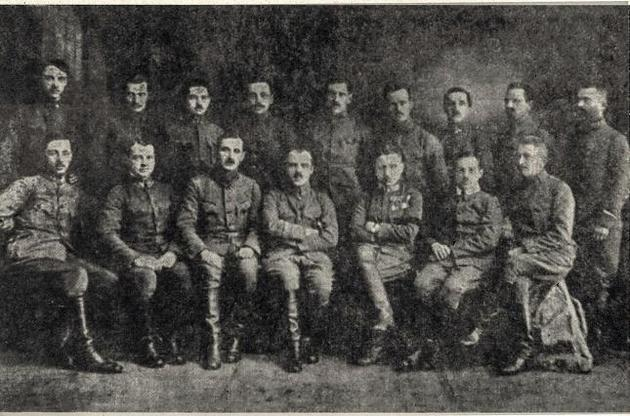
Державний секретаріат військових справ ЗУНР, лютий 1919.
Сидять зліва направо Володимир Бемко, Орест Підляшецький, Петро Бубела, Дмитро Вітовський, Ростислав-Едмунд Білас, Никифор Гірняк, Роман Шипайло.
Стоять зліва направо Нестор Гаморак, Юліан Буцманюк, Теодор Сивак, Гриць Герасимович, Остап Бородієвич, Семен Магаляс, Володимир Тимцюрак, Василь Панчак, Іван Боберський

Народжений в 1882 році в Меденичах поблизу Дрогобича.
Закінчив філософський відділ (факультет) Львівського університету. Від 1906 року викладав у цісарсько-королівській гімназії в Коломиї з руською мовою навчання, з перервами до 1939 р. навчав математики, фізики, співів. Також вів гурток світлин для гімназистів.
Після початку Першої світової війни мобілізований до лав австрійського війська, був артилеристом. У 1918—1919 рр. — у лавах Української галицької армії. Після постання ЗУНР і встановлення української влади в Коломиї сотник Роман Шипайло став командантом гарматного полку. Був членом Державного секретаріату військових справ ЗУНР.
У 1941—1944 роках очолював Товариство комбатантів Коломийської округи. У 1943 р. сприяв формуванню дивізії «Галичина».
За одними даними, у 1944 р. загинув у Львові (за іншими — у Серафинцях на Івано-Франківщині).

## Вшанування
Його ім'ям названа вулиця в м. Коломиї.